# سان باو
سان باو (به اسپانیایی: Son Bou) یک منطقهٔ مسکونی در اسپانیا است که در الایور واقع شده‌است. سان باو ۱۶۷ نفر جمعیت دارد.